# Oodji
Oodji (от итал. oggi — «сегодня») — российская компания, управляющая сетью магазинов молодёжной одежды. Основана в 1998 году в Санкт-Петербурге, до 2011 года работала под маркой «OGGI» и торговала только женской одеждой и аксессуарами. В 2010 году у компании появились планы выхода на рынок мужской и детской одежды, и после смены наименования бренда в 2011 году была освоена торговля мужской одеждой, а с 2012 года — также обувью и детской одеждой.
Фирма использует написание торговой марки строчными буквами («oodji», до 2011 года марку записывали прописными — «OGGI»).
Юридическое лицо, управляющее сетью — общество с ограниченной ответственностью «Август», основным владельцем считается Дмитрий Гарбузов. Оборот компании оценивается в сумму около $300 млн.
Магазины сети расположены в странах СНГ; с 2011 по 2015 год компания имела магазины также и в некоторых странах Восточной Европы — Чехии, Польше и Словении.